# Reggie Workman
Reginald "Reggie" Workman, född 26 juni 1937 i Philadelphia, Pennsylvania, är en amerikansk avantgardejazz- och hard bop-basist.
Han var medlem i jazzgrupper under ledning av Gigi Gryce, Roy Haynes och Red Garland. Workman gick 1961 med i  John Coltrane Quartet, där han ersatte Steve Davis. Han lämnade gruppen i slutet av 1961. Workman har även spelat med James Moody, Art Blakey's Jazz Messengers, Yusef Lateef, Herbie Mann och Thelonious Monk. Han har spelat in med Archie Shepp och Lee Morgan. Han är professor vid The New School for Jazz and Contemporary Music i New York.